# Micrurapteryx
Micrurapteryx là một chi bướm đêm thuộc họ Gracillariidae.

## Các loài
- Micrurapteryx bidentata Noreika, 1992
- Micrurapteryx fumosella Kuznetzov & Tristan, 1985
- Micrurapteryx gerasimovi Ermolaev, 1982
- Micrurapteryx gradatella (Herrich-Schäffer, 1855)
- Micrurapteryx kollariella (Zeller, 1839)
- Micrurapteryx parvula Amsel, 1935
- Micrurapteryx salicifoliella (Chambers, 1872)
- Micrurapteryx sophorella Kuznetzov, 1979
- Micrurapteryx sophorivora Kuznetzov & Tristan, 1985
- Micrurapteryx tortuosella Kuznetzov & Tristan, 1985